# Mark 8 (核爆弾)
Mark 8はアメリカ合衆国が開発した核爆弾。1952年から1957年まで配備されていた。

## 概要
Mark 8はガンバレル方式の核爆弾である。外形は細長い形状をしており、地中貫通爆弾として、硬化目標攻撃用に設計されていた。Mark 8の貫通能力は粘土質では37m、砂質では27m、鉄筋コンクリートでは6.7m、装甲板では13cmとなっていた。
大きさは、胴体直径14.5インチ、長さはサブタイプにもよるが116から132インチ。重量は3,230から3,280ポンドで、核出力は25から30ktであった。遅延信管を用い、核物質には高濃縮ウランを用いている。生産数は40発。
レギュラス艦対地ミサイル用にW8核弾頭の開発計画があったが、これは1955年に開発が中止されている。
Mark 8の成功を受けて、改良型のMark 11が開発された。そのほか、Mark 8を基に軽量核爆弾としてMark 10の開発が検討された。